# Hilary Johnson
Hilary Richard Wright Johnson, född 1837, död 1901, han var Liberias president 7 januari 1884-4 januari 1892. Han var den första av Liberias presidenter som var född i landet. Han hade ingen motkandidat och stöd av både det republikanska partiet och True Whig Party och anslöt sig efter valet till det senare.